# Элемент интерфейса

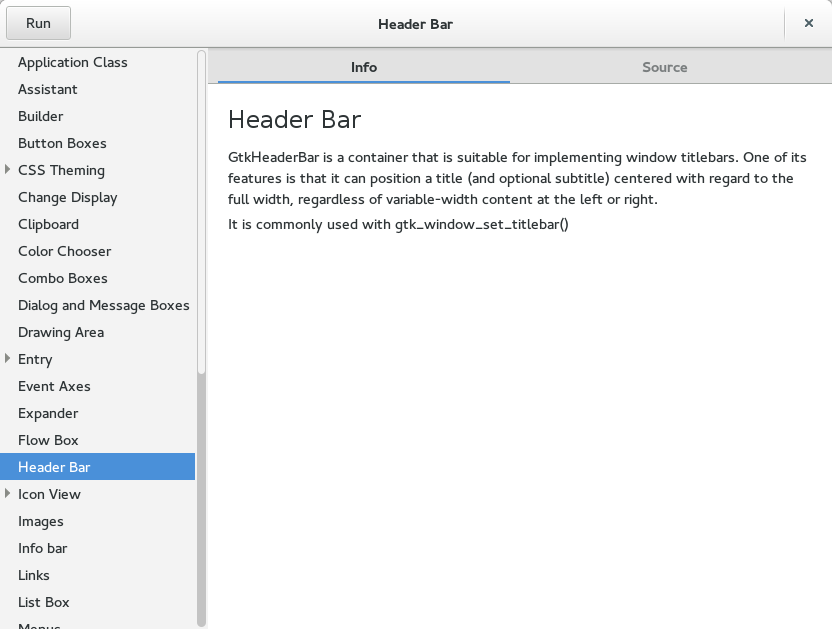
gtk3-demo — программа для демонстрации элементов интерфейса GTK+.

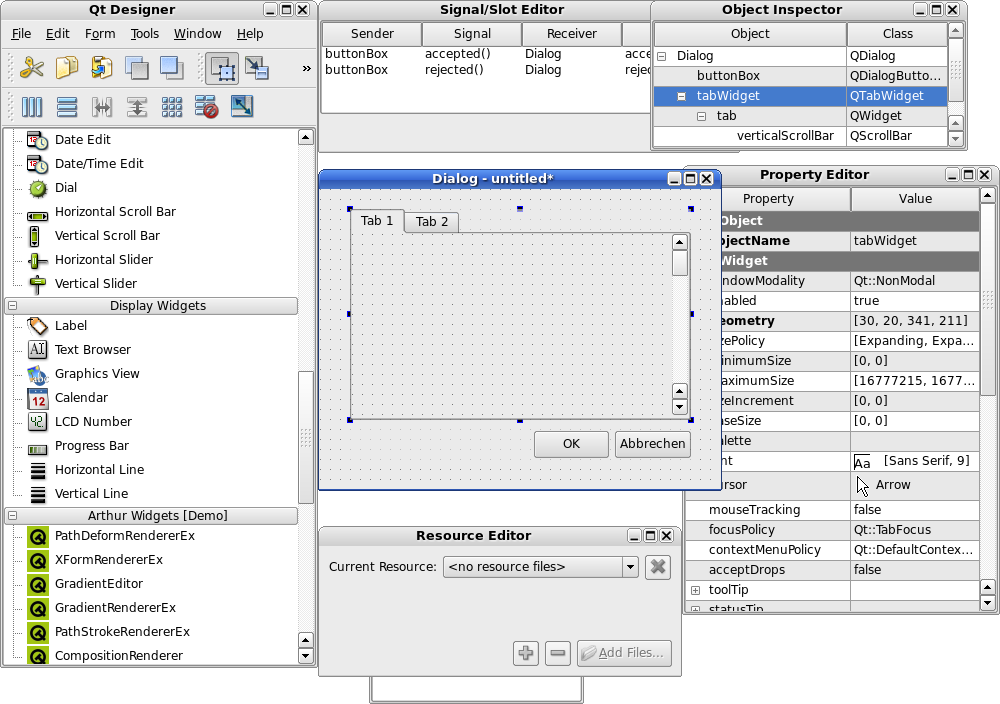
Кроссплатформенный редактор элементов интерфейса Qt designer

Элеме́нт интерфе́йса — примитив графического интерфейса пользователя, имеющий стандартный внешний вид и выполняющий стандартные действия.
Другие названия: элемент управления, ви́джет (англ. widget), контро́л (англ. control).

## Происхождение термина «виджет»
Употребляется примерно с 1920-х годов в американском английском для обозначения простой, но необходимой вещи, маленького изделия, название которого временно забыто говорящим. Online Etymology Dictionary предполагает, что на его форму могло повлиять слово англ. gadget или же оно происходит от англ. which it — «этот, как его». Другие словари предполагают словослияние «window gadget» (дословно — «оконное приспособление»), также произошедшее в начале XX века.
Слово «виджет» также используется и как название класса вспомогательных мини-программ — графических модулей, которые размещаются в рабочем пространстве соответствующей родительской программы и служат для украшения рабочего пространства, развлечения, решения отдельных рабочих задач или быстрого получения информации из интернета без помощи веб-браузера.

## Типовые элементы интерфейса
- аккордеон (accordion)
- кнопка (button)
  - сдвоенная кнопка (split button) — кнопка, вызывающая список со вторичным(и) действием(и) (кнопками)
- радиокнопка (radio button)
- флаговая кнопка (check box)
- кнопка переключения (toggle button) — может находиться в одном из двух состояний: активна или неактивна
- значок (иконка, icon)
- список (list box)
- дерево — иерархический список (tree view)
- раскрывающийся список (combo box, drop-down list)
- метка (label)
- поле редактирования (textbox, edit field)
- элемент для отображения табличных данных (grid view)
- меню (menu)
  - главное меню окна (main menu или menu bar)
  - контекстное меню (popup menu)
  - ниспадающее меню (pull down menu)
- окно (window)
  - диалоговое окно (dialog box)
  - модальное окно (modal window)
- панель (panel)
- вкладка (tab)
- панель инструментов (toolbar)
- полоса прокрутки (scrollbar)
- ползунок (slider)
- строка состояния (status bar)
- всплывающая подсказка (tooltip, hint)

Встречаются и другие элементы управления, которые могут не входить в некоторые наборы:
- Радиальное меню (pie menu или radial menu) — кольцевое меню вокруг курсора. Выбор пункта меню осуществляется движением курсора в направлении пункта меню.
- Кнопка последовательного выбора — элемент, значение в котором выбирается последовательным нажатием мыши по нему. В отличие от раскрывающегося списка, такая кнопка не позволяет видеть другие значения, кроме выбранного.
- Счётчик — двунаправленный вариант для числовых значений. Нажатие на кнопку позволяет изменить значение параметра на единицу в большую или меньшую сторону.
- Heads-up display — отображение поверх всех элементов значения каких-то параметров либо важных сообщений.
- Пузырь — подсказка наподобие филактера в комиксах, которая указывает на элемент — источник сообщения.
- Валкодер — вращающийся элемент управления наподобие ручки настройки во многих радиоприёмниках. Может быть как одно-, так и многооборотным.
- Скрываемый виджет — элемент, позволяющий скрыть часть элементов управления, когда они не используются.
- Индикатор уровня (Level Indicator) — элемент для индикации значения какой-либо величины. Иногда вместо него используется индикатор процесса, но некоторые руководства (к примеру, HIG от Apple[4]) запрещают подобную практику.

## Библиотеки элементов интерфейса
В каждой оконной системе существует свой набор «родных» элементов с интерфейсом низкого уровня для работы с ними. 

Одни библиотеки элементов управления — это высокоуровневые «обёртки» к имеющимся стандартным виджетам, упрощающие работу с ними и расширяющие их функциональность. 

Другие предоставляют свой единый программный интерфейс для программирования интерфейса пользователя в нескольких платформах или оконных системах и с целью обеспечения кроссплатформенности приводят их к единому для всех платформ API. 

Третьи предоставляют кроссплатформенные возможности за счёт собственной, платформонезависимой, реализации элементов управления.
- Кроссплатформенные, на основе Java
  - Standard Widget Toolkit — в составе проекта Eclipse
  - Swing — разработка Sun, компонента Java Foundation Classes (JFC) на основе AWT
  - AWT — частично устаревший Abstract Windowing Toolkit (Sun, 1995)
  - JavaFX — платформа для разработки RIA на Java

- Кроссплатформенные, на основе C/C++, с возможностью использования в других языках
  - Tk
  - GTK+
  - Qt
  - wxWidgets (wxWindows)
  - IUP
  - FOX toolkit
  - FLTK

- Кроссплатформенные, на основе Pascal
  - LCL
  - CLX — адаптация интерфейса Qt[источник не указан 4798 дней] для Borland Delphi & Kylix

- Кроссплатформенные, на основе AJAX
  - Dojo
  - ExtJS
  - YAHOO User Interface library
- Под AmigaOS
  - Intuition
  - Reaction
  - MUI (Magic User Interface)

- Под AROS
  - Zune

- Под DOS
  - Turbo Vision — в составе Borland Turbo Pascal 6.0/7.0, текстовый интерфейс
  - Zinc — библиотека для Borland C++

- Под Microsoft Windows
  - Windows API
  - Microsoft Foundation Classes
  - Windows Template Library
  - Object Windows Library (Borland Pascal 7.0, графический интерфейс)
  - Visual Component Library (Borland Delphi)
  - Windows Forms
  - Windows Presentation Foundation (или Avalon)

- Под Unix — для X Window System
  - Xlib
  - Xt
  - Xaw
  - Motif (Open Motif, LessTif)

- Под BREW
  - BUIW

- Графический интерфейс для игр
  - MyGUI
  - GWEN
  - CEGUI